# Bumbunga (Australie)
Bumbunga est une petite ville du Mid North, dans la province d'Australie-Méridionale, à 125 km d'Adélaïde.

## Géographie
Elle se trouve à 5 km à l'est du lac du même nom.
Atlas of South Australia décrit son territoire comme des plaines alluviales avec des lacs salés et des dunes occasionnels, peu enviable pour l'élevage du bétail.

## Histoire
La Province de Bumbunga est une ferme qui déclara son indépendance durant les années 1970 et 1980.